# Крюндель Август Францович
Август Францович Крюндель (1897, село Терпилиці Санкт-Петербурзької губернії, тепер Волосовського району Ленінградської області, Російська Федерація — 25 травня 1967, місто Таллінн, тепер Естонія) — радянський естонський діяч, 1-й секретар Талліннського міського комітету КП(б) Естонії, міністр соціального забезпечення Естонської РСР, голова Верховної ради Естонської РСР. Кандидат у члени Бюро ЦК КП(б) Естонії з 14 квітня 1951 по 16 вересня 1952 року. Депутат Верховної ради Естонської РСР 2—5-го скликань. Депутат Верховної ради СРСР 3-го скликання.

## Життєпис
Народився в родині безземельного наймита. З 1918 року батько працював у радгоспі, а в червні 1919 року був розстріляний білогвардійцями.
З дитячих років Август Крюндель пас худобу в поміщиків, наймитував. З 1912 по 1915 рік — шофер у Санкт-Петербурзі.
З 1915 по березень 1918 рік служив у російській армії, брав участь у Першій світовій війні.
З березня 1918 року працював у Каложицькому радгоспі, брав участь в організації робітничого комітету та в роботі земельного відділу повіту. Член РКП(б) з 1918 року.
У 1918 році добровільно вступив до Червоної армії, воював проти військ генерала Юденича під Ямбургом, потім був на Південному фронті.
У 1920—1922 роках навчався в школі водіїв бронетанкових машимн. У 1922—1923 роках — заступник начальника ремонтного поїзду, робітник автомайстерні інституту імені Ломоносова в Петрограді.
У 1923—1929 роках працював в обласному комітеті профспілки металістів у Петрограді (Ленінграді).
У 1929—1932 роках — начальник дільниці, заступник секретаря заводського партійного комітету Московського автомобільного заводу імені Сталіна.
У 1932—1937 роках — студент Промислової академії в Москві.
У 1937—1941 роках — начальник технічного відділу головного конвеєру, секретар комітету ВКП(б) Московського автомобільного заводу імені Сталіна.
На початку німецько-радянської війни в 1941 році був евакуйований разом із заводом до Ульяновська. У 1941—1944 роках працював на Ульяновському автомобільному заводі.
У березні 1944 — березні 1945 року — член президії і завідувач відділу культури ЦК профспілки робітників автомобільної промисловості СРСР.
У березні — вересні 1945 року — завідувач організаційно-інструкторського відділу ЦК КП(б) Естонії.
У вересні 1945 — 25 січня 1950 року — 2-й секретар Талліннського міського комітету КП(б) Естонії.
Одночасно з 5 березня 1947 по 14 січня 1953 року — голова Верховної ради Естонської РСР.
25 січня 1950 — вересень 1951 року — 1-й секретар Талліннського міського комітету КП(б) Естонії.
3 вересня 1951 — 14 січня 1953 року — міністр соціального забезпечення Естонської РСР.
14 січня 1953 — 8 червня 1961 року — секретар Президії Верховної ради Естонської РСР.
З червня 1961 року — на пенсії в місті Таллінні.
Помер 25 травня 1967 року в Таллінні. Похований на Лісовому цвинтарі Таллінна.

## Нагороди
- орден Леніна
- орден Вітчизняної війни І ст.
- медалі